# Periaptodes lictor
Periaptodes lictor är en skalbaggsart som beskrevs av Francis Polkinghorne Pascoe 1866. Periaptodes lictor ingår i släktet Periaptodes och familjen långhorningar. Inga underarter finns listade i Catalogue of Life.